# 5221 Fabribudweis
5221 Fabribudweis (1980 FB) là một tiểu hành tinh nằm phía ngoài của vành đai chính được phát hiện ngày 16 tháng 3 năm 1980 bởi L. Brozek ở Klet.